# Gilirang
Gilirang is een bestuurslaag in het regentschap Banyuasin van de provincie Zuid-Sumatra, Indonesië. Gilirang telt 1274 inwoners (volkstelling 2010).